# Cleffa
Cleffa (japanski: ピィ Pii) jedan je od 1025 fiktivnih vrsta Pokémona iz medijske franšize Pokémon, skupa Pokémon videoigara, animiranih serija, manga stripova, knjiga, igraćih karata i drugih medija kojima je tvorac Satoshi Tajiri. Svrha je Cleffe u videoigrama, animiranoj seriji i manga stripovima, kao i svrha ostalih Pokémona, borba s divljim Pokémonima – neukroćenim stvorenjima koje igrači i likovi pronalaze dok kreću na razne avanture – i pripitomljenim Pokémonima drugih Pokémon trenera.

## Etimologijaimena
Ime Cleffa skraćena je varijanta imena njegovog razvijenog oblika Clefairya, ukazujući na njegov stupanj razvoja. Riječ "clef" pristiže iz francuskog jezika te predstavlja ključeve (primjerice, glazbeni ključ). 
Njegovo je japansko ime, Pii, također skraćena verzija Clefairyevog japanskog imena.

## Pokédex podaci
- Pokémon Gold: Zbog njegovog neobičnog zvjezdastog oblika tijela, ljudi često smatraju kako je na Zemlju stigao meteorom.
- Pokémon Silver: Kada brojni meteori osvijetle noćno nebo, Cleffa postaje nevjerojatno čest prizor.
- Pokémon Crystal: U slučaju pronalaska mjesta pada meteorita, ovaj je Pokémon zasigurno negdje u neposrednoj blizini tog područja.
- Pokémon Ruby/Sapphire: Tijekom noći kada zvijezde padalice postanu česte, moguće je vidjeti Cleffe kako plešu držeći se za ruke, stcarajući prsten. Plešu tijekom čitave noći i prestaju u cik zore, kada utaže svoju žeđ jutarnjom rosom.
- Pokémon Emerald: Tijekom noći kada zvijezde padalice postanu česte, moguće je vidjeti Cleffe kako plešu držeći se za ruke, stcarajući prsten. Plešu tijekom čitave noći i prestaju u cik zore, kada utaže svoju žeđ jutarnjom rosom.
- Pokémon FireRed: Kada brojni meteori osvijetle noćno nebo, Cleffa postaje nevjerojatno čest prizor.
- Pokémon LeafGreen: Zbog njegovog neobičnog zvjezdastog oblika tijela, ljudi često smatraju kako je na Zemlju stigao meteorom.
- Pokémon Diamond: Njegov je obris nalik zvijezdi.Vjeruje se kako je na Zemlju stigao na meteoritima.
- Pokémon Pearl: Pojavljuju se u velikom broju tijekom noći ispunjenih zvijezdama padalicama. Nestaju u cik zore.
- Pokémon Platinum: Čest je prizor tijekom noći ispunjenim zvijezdama padalicama. Kažu kako na Zemlju pristiže na meteorima.

## U videoigrama
Cleffa predstavlja prvi stupanj evolucijskog lanca jednog Clefairya. Istovremeno, Cleffa pripada Pokémon bebama, posebnoj skupini Pokémona koji dijele nekoliko zajedničkih osobina, među kojima je i pristup napadima koje kao takve njihovi razvijeni oblici nisu sposobni učiti.
Cleffa je u divljini dostupan samo u Trofejnom vrtu te Planini Coronet kroz igre četvrte generacije. U svim ostalim igrama, počevši od druge generacije, igrač Cleffu može dobiti isključivo uzgajanjem Clefairya ili Clefablea.

## Tehnike
| Prirodne tehnike             | Prirodne tehnike | Prirodne tehnike |
| ---------------------------- | ---------------- | ---------------- |
| Tehnika                      | Vrsta tehnike    | Razina           |
| Mljevenje (Pound)            | Normalni         |                  |
| Šarm (Charm)                 | Normalni         |                  |
| Bis (Encore)                 | Normalni         | 4                |
| Pjevanje (Sing)              | Normalni         | 7                |
| Slatki poljubac (Sweet Kiss) | Normalni         | 10               |
| Oponašatelj (Copycat)        | Normalni         | 13               |
| Čarobni list (Magical Leaf)  | Travnati         | 16               |

## Statistike
| HP:      | 50 |  |
| Attack:  | 25 |  |
| Defense: | 28 |  |
| SpAtk:   | 45 |  |
| SpDef:   | 55 |  |
| Speed:   | 15 |  |

Statistika Special korištena je samo tijekom prve generacije; kasnije je podijeljenja na Special Attack i Special Defense statistike.

## U animiranoj seriji
Cleffino prvo pojavljivanje bilo je u kratkometražnom filmu Pikachu & Pichu kao dio skupine Pokémona među kojima su bili i Pichu braća.
U epizodi Wish Upon a Star Shape, Cleffa je pala iz svemirskog broda koji je pripadao Clefairyu kleptomanu iz epizode Clefairy Tales. Ash i njegovi prijatelji morali su vratiti malenog Pokémona natrag njegovoj skupini prije nego što su ga Tim Raketa i Pokémon Mystery klub uspjeli dohvatiti.
Veliki broj Cleffa pojavio se u epizodi A Real Cleffa-Hanger.